# Virtuele arbeid
Virtuele arbeid is een term die in de mechanica, speciaal in de statica en de constructieleer gebruikt wordt, onder meer om evenwichtstoestanden en de krachtwerking in statisch onbepaalde systemen te bepalen.
Een kracht, aangrijpend op een punt van een voorwerp, verricht virtuele arbeid, wanneer dit punt een "virtuele verplaatsing" ondergaat met een component in de richting van die kracht, die gelijk is aan het scalair product van de kracht en de virtuele verplaatsing. Virtuele verplaatsingen zijn willekeurig kleine verplaatsingen die voldoen aan de randvoorwaarden voor het systeem, wat inhoudt dat ze binnen het systeem mogelijk zijn. Met willekeurig klein wordt bedoeld dat de geometrie van de constructie bewaard blijft.
Een belangrijke stelling in verband met virtuele arbeid is het beginsel van virtuele arbeid, dat geldig is voor onvervormbare lichamen:
Een onvervormbaar stelsel van stoffelijke punten is dan en slechts dan in een evenwichtsstand als de totale virtuele arbeid van alle gegeven uitwendige krachten {\displaystyle {\vec {F_{i}}}} die werken op de stoffelijke punten, nul is voor elke mogelijke virtuele verplaatsing {\displaystyle \delta {\vec {r_{i}}}} vanuit die stand:
{\displaystyle \sum {\vec {F_{i}}}\cdot \delta {\vec {r_{i}}}=0}
Dit betekent immers dat in de evenwichtsstand de resulterende kracht loodrecht staat op de mogelijke verplaatsingen van het systeem of zelfs 0 is.

## Toepassingen
Virtuele arbeid wordt gebruikt om de optredende krachten in een constructie te bepalen. In een eenvoudige ligger, die opgelegd is op een scharnier en rolscharnier en belast wordt door een puntlast, statisch bepaald, wordt de oplegreactie ter plaatse van rolscharnier bepaald door deze te vervangen door een virtuele kracht. Er ontstaat een virtuele mechanisme. Berekend wordt vervolgens hoe groot deze kracht zou moeten zijn om de constructie op haar plaats te houden. De virtuele arbeid verricht door uitwendige kracht(en) is daarbij gelijk aan de virtuele arbeid verricht door inwendige kracht(en). Uit deze vergelijkingen kan uiteindelijk de oplegreactie bepaald worden.
Dit principe kan ook gebruikt worden bij constructies belast door lijnlasten en om momenten, dwars- en normaalkrachten in een constructie te bepalen, door onderdelen van constructie te vervangen door momenten- of krachtenpaar. Virtuele arbeid wordt ook gebruikt voor het bepalen van bezwijkmechanismen van statisch onbepaalde constructies.
Ook kan rekening gehouden worden met 'werkelijke' in plaats van starre materialen, die enigszins uitzetten wanneer er een kracht op uitgeoefend wordt (zie onder andere Elasticiteitsmodulus).
De hierboven geformuleerde stellingen met betrekking tot statisch evenwicht kunnen uitgebreid worden tot het beginsel van d'Alembert, dat de basis is voor de variatierekening van banen van bewegende voorwerpen:
{\displaystyle \sum _{i}(\mathbf {F} _{i}-m_{i}\mathbf {a} _{i})\cdot \delta \mathbf {r} _{i}=0}.
{\displaystyle \delta \mathbf {r} _{i}} zijn de virtuele verplaatsingen, binnen de opgelegde beperkingen
{\displaystyle \mathbf {F} _{i}} zijn de dwangkrachten, die de beperkingen opleggen aan de virtuele verplaatsingen en de overige krachten
{\displaystyle \mathbf {m} _{i}} zijn de massa's van de delen van het systeem
{\displaystyle \mathbf {a} _{i}} zijn de versnellingen van de delen van het systeem
{\displaystyle i} is het indexnummer van de aan het systeem te onderscheiden bewegende onderdelen
De dwangkrachten staan altijd loodrecht op de virtuele verplaatsingen, dus de daardoor verrichte virtuele arbeid is nul voor alle i;
Als de dwangkrachten beperkingen opleggen aan de onderlinge verplaatsingen van onderdelen i, zijn de door overige krachten verrichte virtuele arbeiden in bovengenoemde sommatie niet onafhankelijk van elkaar, dus hoeven zij niet elk afzonderlijk nul te zijn; alleen hun som is gelijk aan nul.

## Voorbeeld
Een mathematische slinger van lengte l en massa m wordt beschreven door de hoek θ met de richting van de gravitatie. De virtuele arbeid verricht door de zwaartekracht F bij een virtuele verplaatsing {\displaystyle \delta {\vec {r}}=l\ \delta \theta } is:
{\displaystyle {\vec {F}}\cdot \delta {\vec {r}}=mgl\sin(\theta )\delta \theta .}
Er is dus evenwicht als sin(θ) = 0, dus voor θ = 0; de slinger hangt verticaal.